# Reichenbach im Kandertal
Reichenbach im Kandertal (före 1957: Reichenbach bei Frutigen) är en ort och kommun i distriktet Frutigen-Niedersimmental i kantonen Bern, Schweiz. Kommunen har 3 723 invånare (2023).